# 9×39mm
O 9×39mm é um cartucho de fuzil soviético-russo. Esta munição deu origem a vários cartuchos especiais, incluindo modificações as SP-5, SP-6 e PAB-9. Posteriormente, uma versão mais barata do PAB-9 foi desenvolvida. Os cartuchos dessas modificações são usados em vários rifles soviético-russos.

## Armas
- 9A-91
- AK-9
- AS "Val"
- OTs-12 "Tiss"
- OTs-14-4A "Groza"
- SR-3, SR-3M "Vikhr"
- VSK-94
- VSS "Vintorez"